# Annual Review of Environment and Resources
Annual Review of Environment and Resources è una rivista scientifica sottoposta a revisione paritaria, che pubblica articoli di revisione nei campi delle scienze ambientali e dell'ingegneria ambientale. È stata pubblicata per la prima volta nel 1976 con il nome di Annual Review of Energy. Nel 1991 è stata ribattezzata Annual Review of Energy and the Environment; nel 2003 ha assunto la denominazione attuale. A partire dal 2020, è stato pubblicato in modalità di accesso aperto secondo il modello editoriale del Subscribe to Open (S2O).

## Storia
Il primo volume della rivista fu pubblicato nel 1976 da Annual Reviews con il titolo di Annual Review of Energy. Uno degli eventi che ne determinò la creazione fu la crisi energetica del 1979. A differenza dei precedenti titoli editi dall'Annual Reviews, l'argomento era interdisciplinare e mancava di letteratura scientifica pregressa. Il primo volume riguardava il sistema energetico degli Stati Uniti, e il primo redattore della rivista fu Jack M. Hollander.
Nel 1991, il nome della rivista fu cambiato in Annual Review of Energy and the Environment. Ciò avvenne in riconoscimento del fatto che la ricerca e le questioni energetiche erano interconnesse con quelle ambientali. Nel 2003, l'attenzione all'ambiente è stata ulteriormente enfatizzata con un ulteriore cambio di nome in Annual Review of Environment and Resources.
I contenuti pubblicati nella rivista riguardano le scienze ambientali e l'ingegneria ambientale, come l'ecologia, la biologia della conservazione, lo sviluppo energetico, l'idrologia, i cambiamenti climatici, l'oceanografia e l'agricoltura.
Il volume del 2020 è stato pubblicato in accesso aperto, secondo il modello del Subscribe to Open, adottato dalla casa editrice madre. A partire dal 2020, il volume è uscito sia in edizione a stampa che elettronica.

## Fattore di impatto
Secondo il Journal Citation Reports, la rivista ha ricevuto per il 2024 un fattore di impatto pari a 15.5, collocandosi al terzo posto fra 182 riviste nella categoria "Studi ambientali (SSCI)" e al sesto posto fra 358 riviste nella categoria "Scienze ambientali (SCIE)".

## Redattori dei volumi
Le date riportate di seguito indicano gli anni di pubblicazione in cui qualcuno è stato accreditato come caporedattore o co-redattore di un volume della rivista.
Poiché i volumi sono pianificati molto prima della loro pubblicazione, la nomina di un caporedattore capo generalmente avveniva prima del primo anno qui indicato. Sono riportati anche quei capiredattori andati in pensione o deceduti prima della pubblicazione, purché abbiano contribuito a pianificare il volume.
- Jack M. Hollander (1975–1992)[4]
- Robert H. Socolow (1993–2002)[4][11]
- Pamela Matson (2003–2008)[12][13]
- Ashok Gadgil e Diana Liverman (2009–2014)[14]
- Gadgil, Liverman e Thomas P. Tomich (2015)[15]
- Gadgil & Tomich (2016–present)[16]